# 本願寺吉崎別院
本願寺吉崎別院（ほんがんじよしざきべついん）は福井県あわら市吉崎にある浄土真宗本願寺派（西本願寺）の別院である。 直門徒を抱えておらず、近隣の3組（そ、福井教区阪北組・円陵組、石川教区江南組）の寺院や70名ほどの世話方の呼びかけた懇志によって護持されており、歴史的な真宗寺院であるが、近年は台風被害の修復もできず、存続が危ぶまれるほどの厳しい運営になっている。

## 境内
- 本堂 - 阿弥陀堂。
- 中宗堂 - 蓮如像を安置する。
- 念力門 - 別院の北側にある高麗門。かつての西本願寺北総門。1591年に豊臣秀吉から寄進されたと伝承されるが、実際には江戸時代後期の建立と見られる。1864年の蛤御門の変には焼失を免れ、本願寺の諸堂宇も被災を逃れたことから「火消門」や「火止門」とも呼ばれていた。1949年11月に信徒らが荷車16台で部材を運び、翌1950年4月に吉崎に移築再建された。念力門の名称は移築に際して本願寺第23世勝如によって命名された。[2]
- 経堂 - 経典を収めていたが、老朽化や台風などの災害で損傷。修復費用も捻出できず2022年に解体。
- 寺務所

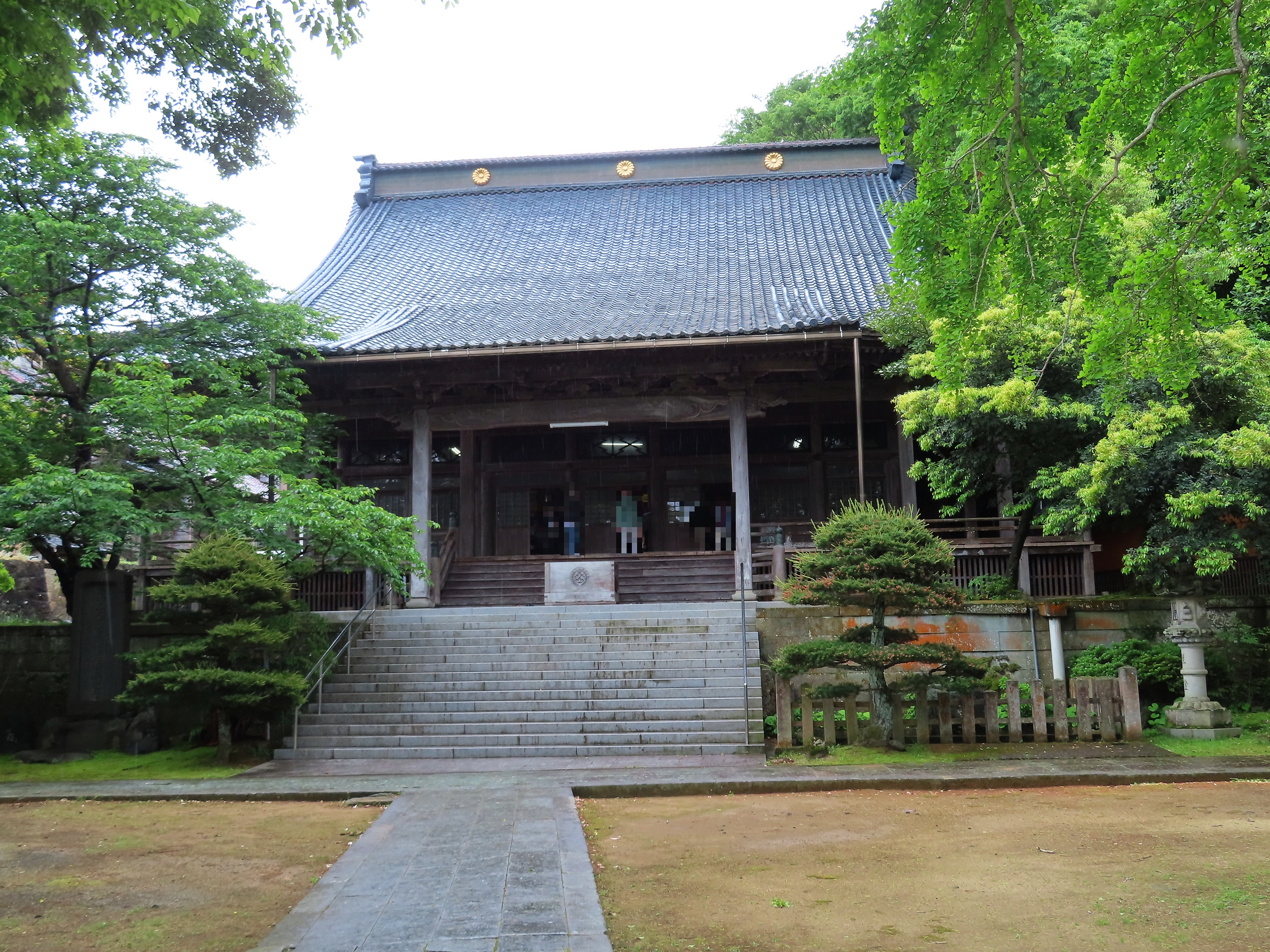
本堂
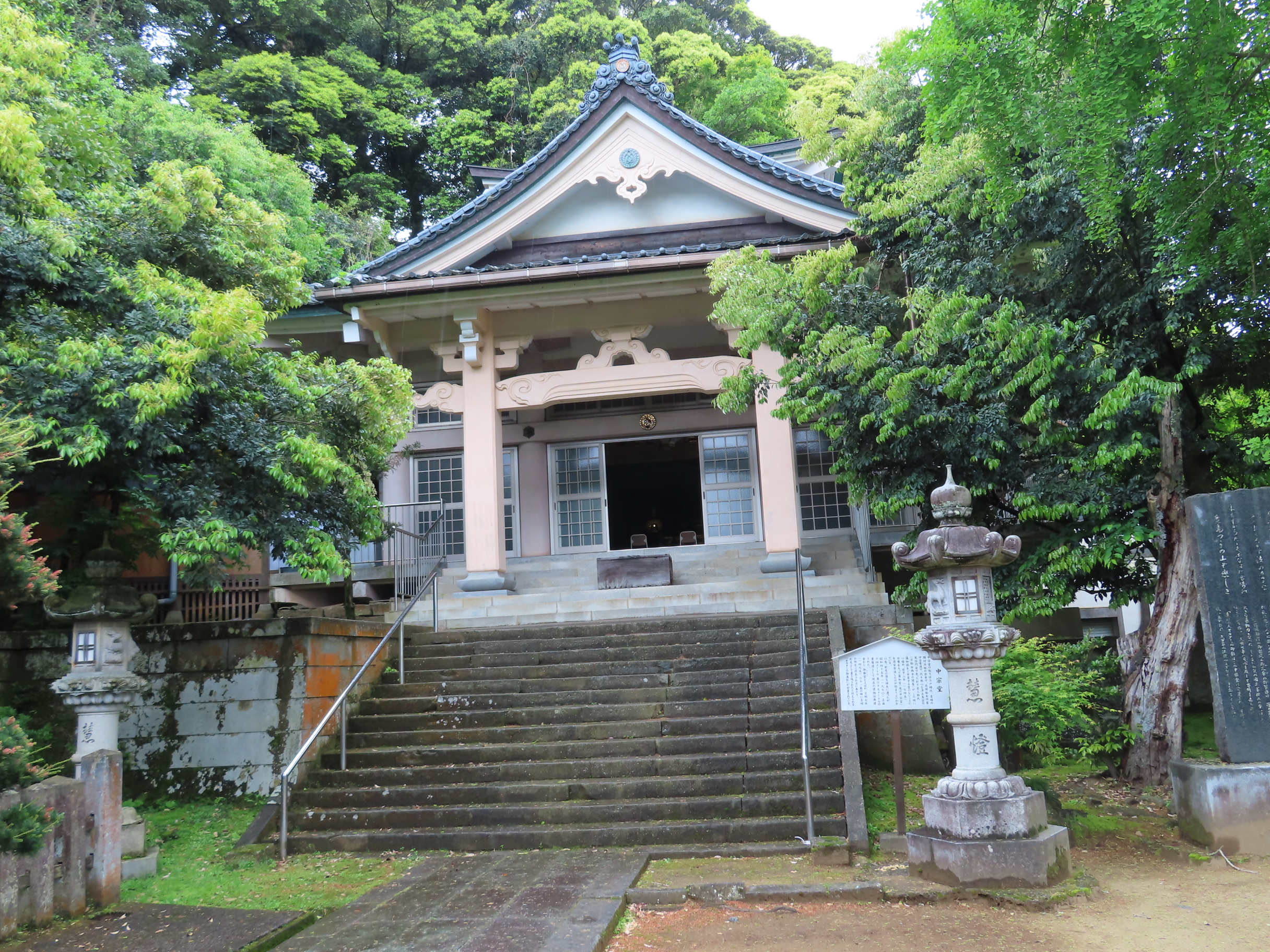
中宗堂

## 歴史
起源は吉崎御坊に始まる。
- 1475年 - 戦国の動乱で焼失、蓮如は吉崎を退去する。
- 1746年 - 山下道場のあった場所に西本願寺別院が建立される。
- 2017年 - 台風により経堂が被災。銅板ぶきの屋根がはがれ、壁が崩落。修復経費を捻出できず、2020年現在もブルーシートで応急措置としたまま。[1]
- 2018年2月 - 豪雪により本堂並びに中宗堂の瓦が損壊したほか、雪の塊がガラスを突き破る。境内の建物は至る所が激しく傷み、各所で雨漏りしている。[1]
- 2021年9月19日 - 東西合同の吉崎御坊開創550年記念法要実行委員会によるお待ち受け法要を吉崎山上の蓮如上人銅像前で修行。東別院輪番が導師をつとめ、西別院輪番が法話を行った[3][4]。
- 2021年2月 - 倒壊の危険性があったことから、経堂を除却。
- 2024年1月1日 - 令和6年能登半島地震により内陣人天蓋の瓔珞一部落下、念力門の瓦落下の被害が確認される。[5]